# Calliandra coccinea
Calliandra coccinea är en ärtväxtart som beskrevs av Stephen Andrew Renvoize. Calliandra coccinea ingår i släktet Calliandra och familjen ärtväxter.

## Underarter
Arten delas in i följande underarter:
- C. c. coccinea
- C. c. trimera